# 眼斑贝母兰
眼斑贝母兰（学名：Coelogyne corymbosa）为兰科贝母兰属下的一个种。

## 扩展阅读
維基物種上的相關：眼斑贝母兰